# Gieorgij Aleksandrow
Gieorgij Fiodorowicz Aleksandrow (ros.) Георгий Фёдорович Александров (ur. 9 marca?/22 marca 1908 w Petersburgu, zm. 21 lipca 1961) – Rosjanin, radziecki filozof i działacz polityczny, doktor nauk filozoficznych (1939), profesor (1939).

## Życiorys
W 1924 został słuchaczem szkoły budownictwa radzieckiego i partyjnego w Tambowie, pracował jako instruktor gubernialnego komitetu Komsomołu w Tambowie i później wykładowca w szkole w tym mieście. Członek WKP(b) od 1928, był kierownikiem szkoły budownictwa radzieckiego i partyjnego w Borisoglebsku. W 1932 ukończył Moskiewski Instytut Filozofii, Literatury i Historii, później zajmował różne stanowiska w tym instytucie, w którym w 1935 ukończył aspiranturę i w 1939 został doktorem nauk filozoficznych. Od 1938 do stycznia 1939 kierował Wydziałem Redakcyjno-Wydawniczym Komitetu Wykonawczego Kominternu, a od 1939–1946 pełnił funkcję dyrektora Wyższej Szkoły Partyjnej przy KC WKP(b), 30 listopada 1946 został akademikiem Akademii Nauk ZSRR (Wydział Filozofii i Prawa). Od 18 marca 1946 do 5 października 1952 był członkiem Biura Organizacyjnego KC WKP(b), od 6 września 1940 do 17 września 1947 szefem Wydziału Propagandy i Agitacji KC WKP(b), a od 20 lutego 1941 do 14 lutego 1956 kandydatem na członka CK WKP(b)-KPZR.
W 1947 przeszedł z aparatu partyjnego na stanowisko dyrektora Instytutu Filozofii Akademii Nauk ZSRR, był jednym z ideologów walki z kosmopolityzmem. Od 9 marca 1954 do 10 marca 1955 pełnił funkcję ministra kultury ZSRR, odszedł ze stanowiska w wyniku skandalu obyczajowego.

## Odznaczenia i nagrody
- Order Lenina – dwukrotnie;
- Order Czerwonego Sztandaru Pracy;
- Order „Znak Honoru”
- Nagroda Stalinowska – dwukrotnie (1943, 1946).

## Publikacje
Pod ogólną redakcją Gieorgija (w polskim przekładzie Jerzego) Aleksandrowa ukazał się podręcznik akademicki oparty na obowiązującym programie wykładów materializmu dialektycznego w wyższych zakładach naukowych w ZSRR. Książka została przygotowana przez Instytut Filozofii Akademii Nauk ZSRR i przetłumaczona na język polski. W 1947 roku w Związku Radzieckim odbyła się filozoficzna dyskusja nad książką Aleksandrowa Historia filozofii zachodnioeuropejskiej.

Podręcznik G.F. Aleksandrowa wydany w 1946 roku, Historia filozofii zachodnioeuropejskiej,.. był całkowicie prawowierny w zamyśle, zaopatrzony we wszystkie odpowiednie cytaty z "klasyków marksizmu-leninizmu" i pisany niezawodnie z najlepszą wolą przysłużenia się partii. Jako rozprawa historyczna był to tekst lichy, wiadomości w nim zawarte były na poziomie popularnym i zresztą zaopatrzone we wszystkie wyjaśnienia dotyczące "klasowej treści" omawianych doktryn.

Praca ta poddana została krytyce za błędy obiektywistyczne, za to, że nie ukazała w dostateczny sposób znaczenia rewolucyjnego przewrotu, jaki dokonany został w filozofii przez marksizm. W dyskusji zabrał głos Andriej Żdanow, który w swoim wystąpieniu, zdaniem Michaiła Jowczuka, słusznie scharakteryzował rolę walki partyj w historii filozofii.
- История западноевропейской философии: [Курс лекций, прочит. в Высш. парт. школе при ЦК ВКП(б)]. — М., 1945.
  - История западноевропейской философии: [Учеб. для ун-тов и гуманит. фак. вузов]. — 2-е изд., доп. — М.—Л., 1946.

Redakcja podręczników
- Диалектический материализм / Под общ. ред. акад. Г. Ф. Александрова ; Акад. наук СССР. Ин-т философии. — М. : Госполитиздат, 1954.

Przekłady na język polski
- Wiktor Czertkow, S.P. Dudel, Iwan Kuzniecow, Michaił Leonow, Teodor Ojzerman, Nikołaj Owczynnikow, i in.: Materializm dialektyczny. Pod ogólną redakcją J.F. Aleksandrowa. Tłumaczyli Halina Zielnikowa, Zdzisław Nieman, Halina Waśkowska, Stanisław Radziszewski. Warszawa: Książka i Wiedza, 1955. Brak numerów stron w książce
- Historia filozofii. T. 1, Filozofia starożytna i średniowieczna / [pod red. G. F. Aleksandrowa et al. ; tł. Aleksander Neyman, Roman Korab-Żebryk, Bogdan Kupis]. (Wiele wydań)
- Historia filozofii. G.F.Aleksandrow [i in.] ; tł. [z ros.] Stanisław Nowakowski [i in.]. T. 2: Filozofia XV-XVIII w. Warszawa: Książka i Wiedza, 1962. Brak numerów stron w książce
- Historia Filozofii. G. F. Aleksandrow, B. E. Bychowski i inni. T. II: Filozofia XV - XVIII w.. Warszawa: Książka i Wiedza, 1964. Brak numerów stron w książce 519, [1] s., [28] k. tabl. : il. ; 23 cm.
- Historia filozofii. T. 3, Filozofia pierwszej połowy XIX wieku / [G. F. Aleksandrow et al. ; przeł. Stanisław Macheta et al.] (Wiele wydań)